# 迈克尔·克莱顿
約翰·麥可·克萊頓（John Michael Crichton，1942年10月23日—2008年11月4日），美國暢銷書作家、医生、影視製片人、導演兼编剧。作品多為動作類型，科技成份濃厚，被冠以「科幻驚悚小說之父」的稱號。作品中大量的引用醫學科技新知，充份反應出他的醫學訓練與科學背景。他的書已被譯成36種語言，暢銷書幾乎本本被好萊塢搬上銀幕，在全世界擁有眾多的讀者和影迷。1994年，克莱顿成为了美国历史至今唯一同时有作品位于电影（《侏罗纪公园》）、电视剧（《急诊室的故事》）和畅销书（《桃色机密》）排行榜首位的艺术创作人。

## 人生经历
麥可·克萊頓出生於伊利諾州芝加哥，在紐約州長島長大。父親是一名記者，有兩個姊姊，一個弟弟。育有一女。
自小即有寫作天分，14歲時已在紐約時報刊載旅遊專欄。1960年就讀哈佛大學英語系，後來轉系，並選修醫學預科課程，以極優成績獲得體質人類學學士，並獲選優等生榮譽學生協會會員，之後取得獎學金至英國劍橋大學人類系當訪問學者。隨後進入哈佛醫學院就讀。克萊頓自承大學時期曾經抄襲喬治·歐威爾，將他的文章當作自己的報告交了出去，後來還只得了個「B-」，克萊頓宣稱那是對學校的測試，絕非刻意欺瞞。1969年醫學院畢業後，擔任加州沙克生物研究中心博士後研究員，1988年成為麻省理工學院客座作家。
就讀醫學院期間，以筆名John Lange及Jeffery Hudson開始撰寫小說，1969年《死亡手術室》獲得的愛倫坡最佳小說獎。他與弟弟道格拉斯（Douglas）用筆名Michael Douglas合著的小說 Dealing: Or the Berkeley-to-Boston Forty-Brick Lost-Bag Blues 後來也被好萊塢改編成電影。他的兩個筆名，都在暗示他的身高。據他自己所述，1997年時他大約有206公分。Lange這個字在德文、丹麥語跟荷蘭語裡，都有「身材高大」的意思，而傑弗瑞·哈德遜爵士則是17世紀有名的侏儒，是英格蘭亨莉雅妲·瑪利亞王后的廷臣。
1969年他用本名出版的暢銷書《天外病菌》（又译《安德洛墨达品系》），賣出了電影版權，巨大的成功使他下定决心弃医从文。这部作品使他成为美国最成功的小说家之一。从此麥可·克萊頓写出了一部又一部畅销小说。
克萊頓早年在非文学领域的研究为他积累了人类学、医学、生物学和神经学等渊博的知识，为他日后的文学创作奠定了坚实的基础。他也导演过几部电影，如他1979年与史恩·康納萊合作，執導了自己1975年的作品《火车大劫案》之同名改編電影。克莱顿声望达到最高是在20世纪90年代，他的作品《侏罗纪公园》被好莱坞导演史蒂芬·史匹柏搬上银幕。另外他还创作并制片了获得艾美奖的电视连续剧《急诊室的春天》。
克萊頓的兴趣十分广泛，他的才华不仅体现在文学上，所导演的影片《鑽石宮》（又譯《西部世界》），《八號房禁地》（又譯《昏迷》）、《火车大劫案》等获得了巨大成功。他是个计算机业的行家里手，拥有自己的FilmTrack软件公司，于20世纪80年代开始为电影拍摄设计多种电脑程序，他所执导的《鑽石宮》，就是世界上首部应用电脑特技的电影。他还写过关于信息技术的书 Electronic Life，自己甚至还设计了一套叫《亚马逊》的电子游戏。克莱顿在这些领域的涉猎，也为他的文学创作提供了丰富的源泉。
迈克尔·克莱顿同时在美国作家协会、美国导演协会、电影艺术和科学学会等多家行业协会中任职。1992年的《人物》（People）杂志将他评为全球50位最高雅人士（Fifty Most Beautiful People）之一。
克萊頓在2008年11月4日因癌症逝世於洛杉磯，享年66歲。

## 作品特色
麥可·克萊頓作品的一个首要主题是科学成就的取得有时是不负责任的。科学家和技术人员取得了惊人、不可思议但却極端危险的成果往往并不被質疑。这些成果使我们人类获得了权力但却带来了问题。所以科學在克萊頓的作品中，經常扮演走火入魔的角色，即使是按部就班完成的科學成就，他也能舉出最糟糕的應用範例。
麥可·克萊頓的小說有一些共同點：首先，他特別擅長以一個尚存爭議的理論和技術來構思一部小說，圍繞著這種理論刻畫人物形象。其次，他的小說情節詭秘，懸念不斷，高潮迭起，扣人心弦。第三就是縱橫馳騁的想象力。
用作品表達個人意見，也逐漸成為克萊頓的特色，在他用筆名發表的推理小說《死亡手術室》中，克萊頓用第一人稱扮演一位波士頓的病理學家，為挽救朋友的名譽，介入調查一椿墮胎致死所衍生的醫療疏失案件。這本書在1968年出版，遠早於1973年美國全國性墮胎合法化辯論的羅對韋德案（Roe v. Wade）。他花了160頁追查祕密幫人墮胎的主嫌犯，這個角色的登場就是為了表達作者個人的意見，然後，克萊頓用3頁讓這個角色為他的非法行為辯護。
克萊頓的部份小說也使用假造文書的文學技法。例如，《終極奇兵》（又譯《食屍者》）就是古英格蘭史詩《貝奧武夫》的玩笑版，他以學術的表現方式，重新詮釋艾哈邁德·伊本·法德蘭寫於西元十世紀的手稿。
而在其它小說，如《天外病菌》（又譯《安德洛墨達品系》）跟《侏羅紀公園》裡，也有不少以圖表、電腦信息、DNA序列、註解與參考書目的形式呈現，跟小說混合在一起的科學文件。
讀麥可·克萊頓的小說，撲面而來的是美國文化兼收並蓄的包容性。這種包容性不僅體現在他的小說與科學聯姻，大量引用有關物理學的、醫學的、遺傳學的、天文學的科學知識，而且雜揉了各類小說的品種優勢，提煉出他的小說特有的那種神奇、大膽的想象風格，尖銳、透徹的思維路線，開闊、宏大的敘事手法和簡潔、有力的語言特色。他走的是流行與通俗的路線，卻又能跳出通俗，在高科技想象領域沉澱下一些有關人類、科學、未來等問題的思考，在觸及現實題材時多能透過人物、事件的表象，去搖撼美國社會中一些似乎是不可動搖的制度與準則，具有嚴肅的現實批判精神。克萊頓是西方少數幾個能將通俗小說的驚險、火爆與高雅文學的思想意蘊熔為一爐的作家。克萊頓在作品中為我們展示了一幅幅高新科技的生動景象，其所涉領域之廣，描述之精確，令人嘆為觀止。這些作品對科技文化產生了不可忽視的影響。

## 小說類
- 以下僅羅列麥可·克萊頓以本名出版的作品

| 出版年度 | 英文原名                | 台灣譯名                 | 中國大陸譯名       | 香港譯名   |
| -------- | ----------------------- | ------------------------ | ------------------ | ---------- |
| 1968年   | A Case of Need          | 死亡手術室               |                    | 死亡手術室 |
| 1969年   | The Andromeda Strain    | 天外病菌                 | 安德洛墨達品系     | 天劫屠城   |
| 1972年   | The Terminal Man        | 終端人                   | 終端人             | 電擊殺人王 |
| 1975年   | The Great Train Robbery | 火車大劫案               | 火車大劫案         |            |
| 1976年   | Eaters of the Dead      | 終極奇兵／乘著夜霧的惡魔 | 食屍者             |            |
| 1980年   | Congo                   | 剛果                     | 剛果驚魂           | 剛果驚魂   |
| 1987年   | Sphere                  | 神秘之球／地動天驚       | 神秘之球           | 深海圓疑   |
| 1990年   | Jurassic Park           | 侏羅紀公園               | 侏羅紀公園         | 侏羅紀公園 |
| 1992年   | Rising Sun              | 旭日東昇                 | 升起的太陽         | 旭日追兇   |
| 1993年   | Disclosure              | 桃色機密                 | 大暴光／叛逆性騷擾 |            |
| 1995年   | The Lost World          | 侏羅紀公園2：失落的世界  | 失落的世界         | 迷失世界   |
| 1996年   | Aircraft                | 最高危機                 | 机身               | 一級空難   |
| 1999年   | Timeline                | 時間線                   | 時間線／重返中世紀 |            |
| 2002年   | Prey                    | 奈米獵殺                 | 獵物               |            |
| 2004年   | State of Fear           | 恐懼之邦                 | 恐懼狀態           |            |
| 2006年   | Next                    | NEXT危基當前             | 喀迈拉的世界       |            |
| 2009年   | Pirate Latitudes        | 海盜經緯                 |                    |            |

- 早期以筆名出版的作品（克萊頓自己的官方網並無列入作品列表）

| 出版年度 | 英文原名                                                        |
| -------- | --------------------------------------------------------------- |
| 1966年   | Odds On                                                         |
| 1967年   | Scratch One                                                     |
| 1968年   | Easy Go                                                         |
| 1969年   | Venom Business                                                  |
| 1969年   | Zero Cool                                                       |
| 1970年   | Grave Descend                                                   |
| 1970年   | Drug of Choice                                                  |
| 1970年   | Dealing : Or, The Berkeley-to-Boston Forty-Brick Lost-Bag Blues |

## 非小說類
除小說外，克萊頓尚有幾部以科學為題材的著作，其中《麥可·克萊頓旅行開麥拉》一書，則有片斷的自傳內容。
克萊頓與新達達主義藝術家賈斯培·瓊斯（Jasper Johns）私交甚篤，他將瓊斯的作品收集成冊，出版一本同名的精裝圖文書《Jasper Johns》，此書還曾增訂改版過一次。
克萊頓出版過一本書，是介紹BASIC電腦程式語言的《Electronic Life》，曾言，將電腦程式化就像一種解放：
以我的經驗，要控制電腦，讓它曉得誰是老大，就得透過一種獨特的方法，就是程式化…花幾個小時將一台新的機器程式化，會帶給你一種煥然一新的感受。
當然他在說這句話時，電腦不過是現成電子零件的組合，只要學習幾十個指令就能用內建的BASIC語言寫程式。當時的讀者不難騎到電腦頭上。而為了證明自己的觀點，克萊頓在書中附上許多自己用BASIC語言寫的程式。克萊頓考慮過要增訂這本書，不過後來似乎打消了主意。
| 出版年度 | 英文原名        | 備註                                              |
| -------- | --------------- | ------------------------------------------------- |
| 1970年   | Five Patients   |                                                   |
| 1977年   | Jasper Johns    |                                                   |
| 1983年   | Electronic Life |                                                   |
| 1988年   | Travels         | 麥可‧克萊頓旅行開麥拉（上下冊，台灣雙月書屋出版） |

## 影視作品
《鑽石宮》（又譯《西部世界》）是首部以二維電腦生成圖像技術（2D CGI）為賣點的電影，而首部應用三維電腦生成圖像技術（3D CGI）的電影，恰巧又是這部片的續集《翡翠窩大陰謀》（又譯《未來世界》）。那些以電腦生成的手臉圖像，是由猶他大學畢業生艾德溫·卡謬（Edwin Catmull，皮克斯總裁）和佛列德·帕克所製作的。
克萊頓執導過改編自羅賓·庫克（Robin Cook）小說的電影《八號房禁地》（又譯《昏迷》）。就某方面來說，兩者俱有不少共同點，實際上庫克和克萊頓都是醫師出身，年紀相當，作品類型也相當。
克萊頓為電影《Extreme Close Up》和《龍捲風》（與當時的妻子合作編劇）寫過劇本。克萊頓一手打造監製了電視劇《急診室的春天》，不過他只為《急診室的春天》編寫過第一季前三集的劇本。
1994年12月，他一舉達成特殊的卓越成就，擁有第一名的電影《侏儸紀公園》，第一名的電視劇《急診室的春天》跟第一名的暢銷書《桃色危機》（又譯《大暴光》）。
| 出版年度 | 英文原名                       | 台灣譯名               | 中國大陸譯名           | 備註                         |
| -------- | ------------------------------ | ---------------------- | ---------------------- | ---------------------------- |
| 1972年   | Pursuit                        |                        |                        | 導演／原著                   |
| 1973年   | Westworld                      | 鑽石宮                 | 西方世界               | 導演／編劇                   |
| 1973年   | Extreme Close Up               |                        |                        | 編劇                         |
| 1978年   | Coma                           | 八號房禁地             | 昏迷                   | 導演／編劇                   |
| 1979年   | The First Great Train Robbery  | 火車大劫案             | 火車大劫案             | 導演／編劇／原著             |
| 1981年   | Looker                         |                        |                        | 導演／編劇                   |
| 1984年   | Runaway                        | 霹靂追魂彈             |                        | 導演／編劇                   |
| 1989年   | Physical Evidence              |                        | 陷阱邊緣               | 導演                         |
| 1993年   | Jurassic Park                  | 侏羅紀公園             | 侏羅紀公園             | 編劇／原著                   |
| 1993年   | Rising Sun                     | 旭日東昇               | 旭日追凶               | 編劇／原著                   |
| 1994年   | ER                             | 急診室的春天           | 仁心仁術               | 導演／編劇／製片             |
| 1995年   | Congo                          | 剛果                   |                        | 原著                         |
| 1996年   | Twister                        | 龍捲風                 | 龍捲風                 | 編劇                         |
| 1997年   | The Lost World: Jurassic Park  | 侏儸紀公園：失落的世界 | 侏羅紀公園：失落的世界 | 原著                         |
| 1998年   | Sphere                         | 地動天驚               |                        | 原著                         |
| 1999年   | The 13th Warrior               | 終極奇兵               | 終極奇兵               | 原著 / 監製                  |
| 2001年   | Jurassic Park III              | 侏羅紀公園3            |                        | 依照前兩部小說內容的衍生作品 |
| 2003年   | Timeline                       | 決戰時空線             |                        | 原著                         |
| 2015年   | Jurassic World                 | 侏羅紀世界             | 侏羅紀世界             | 依照前兩部小說內容的衍生作品 |
| 2018年   | Jurassic World: Fallen Kingdom | 侏羅紀世界：殞落國度   | 侏羅紀世界2            | 依照前兩部小說內容的衍生作品 |
| 2022年   | Jurassic World Dominion        | 侏羅紀世界：統霸天下   | 侏羅紀世界3            | 依照前兩部小說內容的衍生作品 |

## 電腦遊戲
《亞馬遜》（Amazon）是一款麥可·克萊頓創造的圖像文字冒險遊戲，以Apple II、Atari ST、Commodore 64和DOS系統作為執行平台，1984年由Trillium公司的約翰·威爾斯（John Wells）負責發行。《亞馬遜》為文字冒險遊戲加入彩色圖像和音效的作法，在當時相當罕見，因此大賣十萬份，可以說相當的成功。
到了1999年，克萊頓與大衛·史密斯（David A. Smith）共同創立時間線電腦娛樂公司（Timeline Computer Entertainment），儘管跟Eidos Interactive簽定了不少發行計劃，但最後只出過一款遊戲《時間線》，2000年12月8日發行於個人電腦，可惜這款遊戲不管在評價上或是銷售數字都相當的難看。

## 得獎紀錄
- 1969年，愛倫坡最佳小說獎（《死亡手術室》，以Jeffrey Hudson為筆名）
- 1970年，美國醫療作家協會獎（《Five Patients》）
- 1980年，愛倫坡最佳電影劇本獎（《火車大劫案》）
- 2006年，美國石油地質學家協會新聞獎（《恐懼之邦》）

## 演講紀錄

### 異形引起全球暖化
2003年，克萊頓在加州理工學院進行了一次富有爭議的演講「異形引起全球暖化」。他表示擔憂「輿論科學」的危險性，特別是那些普遍流行，但是仍在爭論中的理論，例如核冬天、二手煙的威脅及全球暖化爭議。對於一般外星生命和幽浮的普遍看法，他也表達了不滿，他指出目前並無外星人存在的決定性證據。
克萊頓說：「德瑞克公式無法被檢驗，因此搜尋地外文明計劃不是科學，只能算是狂熱者的愛好。」克萊頓評論，相信沒有事實作依歸的科學理論，跟拿科學當信仰並沒有兩樣。

### 環保只是信仰
克萊頓在加州聯邦俱樂部（Commonwealth Club of California）又進行了一次相關的演講「環境保護只是信仰」，克萊頓表示，不少現代都市的無神論者，對大自然和我們的過去有著不切實際的看法，他們相信伊甸園、人類有罪和審判日，這跟某些宗教組織的觀點（特別是猶太基督教義）相當類似。
他明白的說，現代環保人士政治團體，無視於相對的科學證據，頑固墨守他們的信仰。克萊頓也以大家對DDT、二手煙和全球暖化的誤解為例，進行了一番辯論。

### 媒體的泛濫推論
2002年在國際領導論壇（International Leadership Forum）的演講「為什麼要推論？」中，克萊頓批評媒體譁眾取寵，空洞的推論報導遠多於傳達事實。他拿紐約時報3月6日的頭版標題為例，內容推測了美國總統喬治布希對鋼鐵進口增加關稅後的可能影響。克萊頓引述蘇珊‧法樂蒂（Susan Faludi）的書《Backlash》說：「墊基於一個立場，製作上百頁的統計資料來說明主張，這種做法根本就是造假，說了等於沒說。」
他用「默里·蓋爾曼健忘症後群」來形容一種大眾趨勢：明明以自己的相關知識，知道報上某個新聞可能是假的，可是卻採取漠視的態度，繼續去相信同一張報紙上他們不熟悉的議題。克萊頓用拉丁俚語「falsus in uno, falsus in omnibus」（意思是「一字之差，滿盤皆疑」）來說明他認為應該要有的正確態度。
演講中也多次提及克萊頓的環保懷疑論，他主張未來人類該怎麼對待地球環境，環保人士仍各說各話。

### 科學在環保決策中的角色
2005年9月，克萊頓應參議員詹姆斯‧英霍夫（James Inhofe）之邀，到美國國會為氣候變遷作證。該參議員是有名的全球氣候變遷懷疑論者，曾宣稱全球暖化是「有史以來對美國人民最大的騙局」。

## 其它
- 20世纪70年代末，中国人峰湧进入中国影院，去看一部叫《未来世界》的科幻片。那是中国人第一次看到科幻电影。而这部电影则是另一部科幻电影《西方世界》的续集，制作人就是克莱顿。
- 2000年，全球发现恐龙数最多的中国著名古生物学家董枝明曾将一个在云南发现的恐龙种属以克莱顿的姓氏命名，以赞扬他“在《侏罗纪公园》及其续集《失落的世界》中对恐龙栩栩如生的刻画”。他还说：“克莱顿所作的，是对许许多多人赋予恐龙以生命。我们这些与恐龙打交道的人，都应该感激克莱顿，因为他使我们的工作众所周知。”克莱顿自豪的说：“对像我这样的人来说，这可比奥斯卡奖好得多。”，“相信我，当我还是一个站在博物馆的恐龙的巨大骨架下凝望的孩童时，从未想到过有一天其中的一种将以我的名字来命名。”但次年，董将这种恐龙重新归类成为禄丰卞氏龙的一种。
- 幾乎每一本克萊頓的小說裡，都會有一個角色叫萊文（Levine）。